# شون جونسون
شون ماشيل جونسون (بالإنجليزية: Shawn Johnson) (ولدت في 19 يناير، 1992) لاعبة جمباز أمريكية. فازت بميداتبن ذهبية وفضية في الألعاب الأولمبية الصيفية 2008، وفازت ببطولة العالم للجمباز في عام 2007 و 2008.

## حياتها الشخصية
ولدت جونسون في دي موين بولاية ايوا، وكانت الابنة الوحيدة لدوغ، وتيري جونسون. سجلها والديها في فريق الجمباز في سن الثلاث بعد أن لاحظوا تسلقها للخزائن وقفزها بين الموائد. في السادسة من العمر، كانت من بين أوائل الطلاب عندما أفتتح ليانغ تشاو مدرسة للجمباز في غرب مدينة دي موين.
حضرت جونسون مدرسة فالي الثانوية في غرب دي موين بولاية ايوا، ودخلت العام الدراسي 2008-09 بوصفها مبتدئه. وخلافا لمعظم نخبة لاعبي الجمباز الذين يتدربوا ما يقرب من 40 ساعة في الأسبوع وعلى أيدي أساتذة خصوصيين، تتدرب جونسون 20-25 ساعة في الأسبوع، وتحضر مدرسة ثانوية عامة، حيث توجد حاليا على لائحة الشرف وتشارك في نشاطات خارج المنهج 
جونسون استغرق بعض الوقت من المدارس العامة في فصل الربيع من العام الدراسي 2008-09، والانتقال إلى لوس انجليس (كاليفورنيا) مع والدتها لتظهر في برنامج الرقص مع النجوم. وأنهت سنتها في فريق الشباب مع المعلم الخاص. وظهرت علنا في أماكن عديدة منها جوائز MTV Movie ومعهد سكريبس الوطني.

## حياتها المهنية
أهلت جونسون لعضوية المركز الدولي للنخبة في محاولتها الأولى. اجتذبت أول اهتمام واسع النطاق في الولايات المتحدة عام 2005، حيث كانت في المركز الثالث في قسم المبتدئين. في البطولة الوطنية في الولايات المتحدة عام 2005، ناضلت جونسون في اليوم الأول من المنافسة، وسقطت من عارضة التوازن على الأرض. وحصلت على المركز العاشر من جميع النواحي.
بحلول عام 2006، كانت جونسون جاهزة بمهارات الجديدة، منها جايجر في الحانات، واثنين من كبار المهارات صعوبة : الكامل في شعاع وترجل المزدوج التواء مزدوج ممارسة الكلمة جبل الظهر. فازت الولايات المتحدة 2006 عضو الوطنية جميع الأنواع بطولة برصيد أعلى من أي من نخبة من كبار المنافسين في تلك السنة.

### موسم 2007
دخلت جونسون قسم الكبار في عام 2007 واستمرت لعرض مهارات جديدة، منها التحريف مزدوج تخطيط ترجل من على القضبان المتفاوتة. وتنافست في عام 2007 في كأس تايسون الاميركي، وفازت باللقب على زميلتها ناتاشا كيلي. نافست جونسون أيضا في عام 2007 ألعاب عموم أمريكا، وفازت بأربع ميداليات ذهبية في المباراة النهائية للفريق، في اللعب الفردي، وعارضة التوازن والعارضتين، وحصلت على ميدالية فضية في الدور النهائي.
وفازت جونسون من جميع النواحي في ال 2007 فيزا الولايات المتحدة البطولات الوطنية، والضرب اثنين من مرة وبطل وطني ناستيا ليوكين من قبل أكثر من 5 نقاط وShayla رلى بأكثر من 3 نقاط.
جونسون ممثلة الولايات المتحدة في عام 2007 بطولة العالم للجمباز الفني مع زملائها ناستيا ليوكين، شايلا رلى، أليسيا ساكرامون، وايفانا هونج سامانثا. الذي فاز في المسابقة فريق برصيد 184.400 نقطة، 0.950 نقطة متقدما على الميدالية الفضية للفريق الصيني. جونسون تنافست على جميع الأجهزة الاربعة في منافسات الفرق.
في الجولة التأهيلية، حصل جونسون على درجة من الحزم على 16.250، 15.150 في الحركات الأرضية، و 15.175 في قبو. انها سقطت على بلدها تركيب قضبان متفاوتة وسجل 14.625. الولايات المتحدة المركز الأول في التصفيات. جونسون لعشرات أهلها للجميع أنحاء نهائيات كأس العالم، إلى جانب يوكين. جونسون تأهل أيضا إلى الحزم ونهائيات الحدث الكلمة.
في منافسات الفرق، وسجلت جونسون 15.375 على المتوازي والحركات الأرضية، والقفز على 15.150. انها سقطت على شعاع لها على handspring - handspring سلسلة تخطيط وسجل 15.025. الفريق الأمريكي على الميدالية الذهبية. وهذا هو ثاني فريق ميدالية ذهبية للولايات المتحدة في بطولة العالم.
في الفردي للجميع حول المنافسة، وجونسون أداء مزدوج التواء Yurchenko بالزانة وسجل 15.175. إنها سجل 15.425 في الحركات الأرضية، على شعاع 15.900، 15.375 وعلى قضبان متفاوتة. لها سجل ما مجموعه 61.875 حقق لها الفوز بالميدالية الذهبية. وقالت انها أصبحت امرأة الأمريكية الرابعة للفوز من جميع النواحي.
خلال نهائيات الحدث، جونسون أول تنافس على عارضة التوازن، حيث انها تراجعت عن موقفها بالكامل وعلى جنبها التبديل كبيسة، وحصلت على درجة من 14.475. انها في المركز الأخير. في ممارسة الكلمة، وذهبت خارج حدود يوم أول تراجع لها بالمرور، لكنه فاز بالميدالية الذهبية برصيد 15.250.

### الألعاب الأولمبية صيف 2008

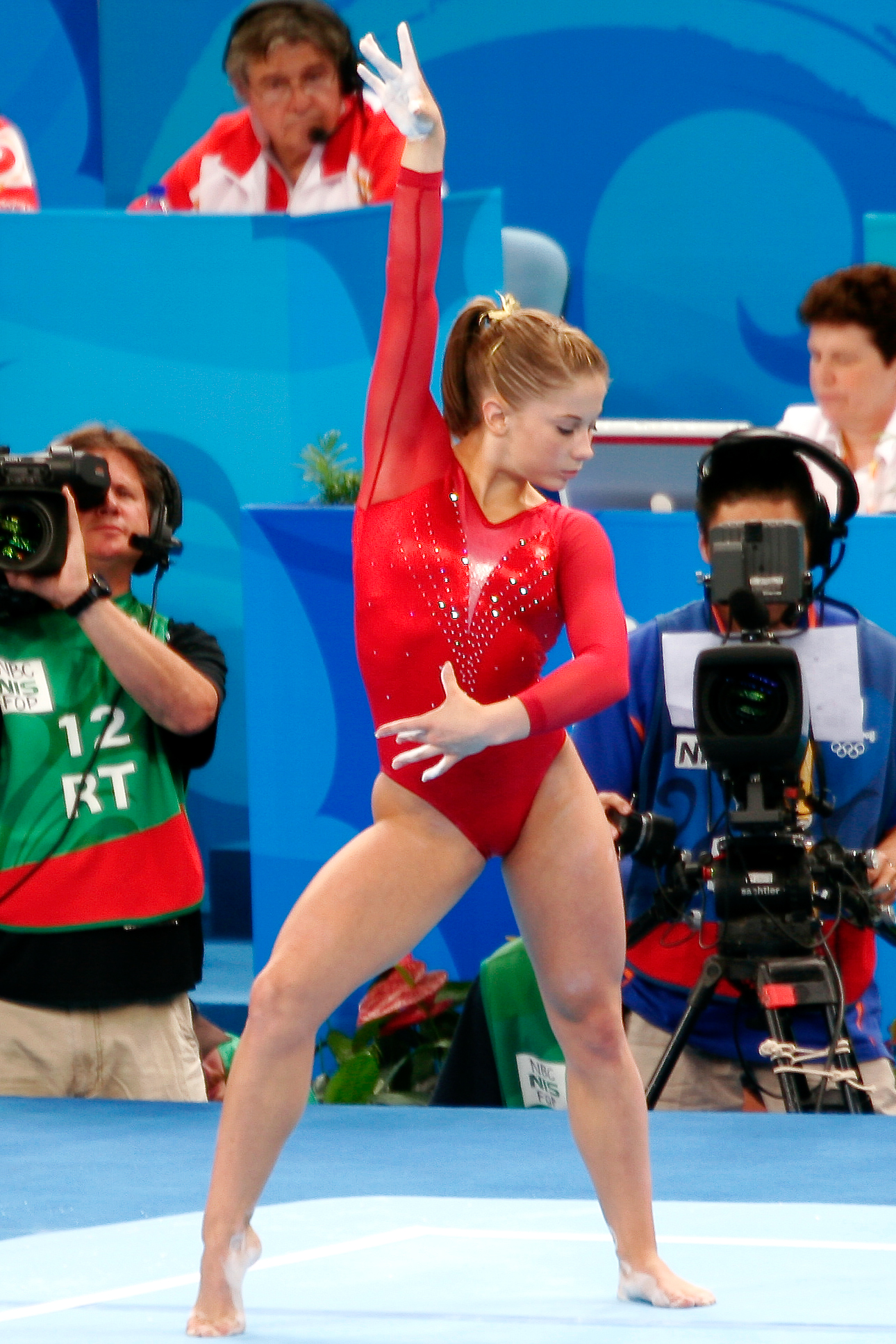
جونسون في اولمبياد بكين 2008

في الألعاب الأولمبية الصيفية 2008 نافست جونسون في جميع المباريات الاربع خلال منافسات الفرق، التي حصلت  فيها الولايات المتحدة على ميدالية فضية. كما فازت جونسون بالميدالية الفضية في الفردي للجميع حول المنافسة، تلقي برصيد 62.725. وفازت زميله جونسون في الحجرة في القرية الأولمبية ، ناستيا ليوكين، بالميدالية الذهبية، وتلقي برصيد 63.325. مع أخذ يوكين جونسون الذهب والفضة، وهذه المنافسة كانت هذه هي المرة الأولى التي تقوم فيها الولايات المتحدة للمرأة والجمباز وأخذ الفريق كلا من الميداليات الذهبية والفضية في الفردي بين جميع أنحاء المنافسة ؛ هذه المنافسة أيضا علامات هذه المرة الرابعة فقط أي بلد قد فاز على حد سواء الميداليات الذهبية والفضية في الفردي بين جميع أنحاء المنافسة. وحصلت على الميدالية الفضية في ممارسة الكلمة، مع زميله ليوكين اتخاذ البرونزية. انها فعلت، ولكن الفوز بالميدالية الذهبية على جهاز عارضة التوازن. مثل كل فرد في جميع أنحاء وقالت ليوكين وتولى اثنان من كبار الميداليات في هذا الحدث.

## الأوسمة والجوائز
كانت جونسون واحدة من لاعبتين فقط ظهروا في ترتيب أمريكا أون لاين لأكثر 100 أنثى بحثا الإناث على شبكة الإنترنت لعام 2009. كانت في المرتبة ال 27.
أظهر استطلاع للرأي العلمي بتكليف من مجلة فوربس ان جونسون هي «أفضل رمز للرياضة في أميركا» في عام 2009. كما حصلت على الترتيب السابع كنجمة من نجوم الرياضة الإناث المفضلين للأمريكيين وذلك حسب مركز هاريس التفاعلي عام 2010.
أعلنت شبكة برنامج الرياضة والترفية ترشيح جونسون لعام 2009 «أفضل أنثى في الألعاب الأولمبية» و«أفضل أداء الاختراق» جائزة ESPY في 25 يونيو، 2009. وجاء الإعلان بعد ترشيح جونسون لأفضل «نجمة واقعية» و«رياضية» لسنة 2009 جوائز تين شويس.  فازت جونسون في نهاية المطاف بجائزة ESPY «لأفضل أنثى في الألعاب الأولمبية» و«الأنثى الرياضية»، وهذة الجائزة الأخيرة للسنة الثانية على التوالي.
يوم 15 أبريل 2009 حصلت جونسون على جائزة AAU James E. Sullivan. وتكرم الجائزة السنوية لأفضل رياضي الولايات المتحدة الذي يمثل «صفات القيادة، والحرف، والروح الرياضية، والمثل العليا للهواة.» 
أدرجت جونسون في المركز الخامس في وكالة اسوشيتد برس عام 2008 كلاعبة السنة.
وكانت جونسون الفائزة عام 2008 بجائزة تين تشويس لأفضل لاعبة ألعاب قوى، على الرغم من أنها لم تكن قادرة على قبول الشرف في شخص بسبب التزامات التدريب الأولمبية. كانت أول لاعبة جمباز، ترشح لنيل الجائزة.
وضع تمثال برونزي لجونسون في معرض لتكريم لاعبة الجمباز في قاعة ايوا في برايد في دي موين بولاية ايوا. 
في يوم 7 سبتمبر 2007، تلقت جونسون «جائزة لونجين للأناقة» في شتوتغارت، ألمانيا، مع الياباني هيرويوكي توميتا. وتمنح الجائزة تقديرا من الرياضيين الذين يثبتوا أناقة ملحوظة في سياق منافسة دولية على مستوى العالم، والقرار اتخذ بالإجماع. بالإضافة إلى الكأس، الذي صممه الفنان السويسري بييرو Travaglini، حصل الفائزين أيضا على ساعة يد من لونجين Evidenza وشيك بمبلغ 5،000.
التالية جونسون بطولة العالم للأداء في عام 2007، أعلن حاكم ولاية ايوا تشيت كلفر أكتوبر 17 «شون جونسون اليوم» في الولاية.

## الرعاة
يتضمن الرعاة الحاليين والسابقون :
- كوكا كولا
- ماكدونالدز
- أديداس

## التاريخ التنافس
| العام | وصف المنافسة               | الموقع                          | جهاز           | رتبة النهائي | النتيجة النهائي | مرتبة المؤهلة | النتيجة - المؤهلة    |
| ----- | -------------------------- | ------------------------------- | -------------- | ------------ | --------------- | ------------- | -------------------- |
| 2008  | الألعاب الأولمبية صيف 2008 | مدينة بكين                      | في كل مكان     | 2            | 62.725          | 1.            | 62.725               |
| 2008  | الألعاب الأولمبية صيف 2008 | مدينة بكين                      | الفريق         | 2            | 186،525         | 2             | 246،800              |
| 2008  | الألعاب الأولمبية صيف 2008 | مدينة بكين                      | الكلمة بممارسة | 2            | 15.500          | 3             | 15،425               |
| 2008  | الألعاب الأولمبية صيف 2008 | مدينة بكين                      | التوازن الحزمة | 1.           | 16،225          | 3             | 15،975               |
| 2008  | الألعاب الأولمبية صيف 2008 | مدينة بكين                      | قبو            | لم يتأهل     | لم يتأهل        | --            | 16.000 (قبو أحد فقط) |
| 2008  | الألعاب الأولمبية صيف 2008 | مدينة بكين                      | تفاوت البارات  |              |                 | 11            | 15،325               |
| 2008  | بطولة الولايات المتحدة     | بوسطن                           | في كل مكان     | 1.           |                 |               |                      |
| 2008  | بطولة الولايات المتحدة     | بوسطن                           | الكلمة بممارسة | 1.           |                 |               |                      |
| 2008  | بطولة الولايات المتحدة     | بوسطن                           | التوازن الحزمة | 2            |                 |               |                      |
| 2008  | بطولة الولايات المتحدة     | بوسطن                           | تفاوت البارات  | 5            |                 |               |                      |
| 2008  | كأس أمريكا                 | مدينة نيويورك                   | في كل مكان     | 2            |                 |               |                      |
| 2008  | التجارب الأولمبية          | أمريكا                          | في كل مكان     | 1.           |                 |               |                      |
| 2007  | بطولة العالم               | شتوتغارت                        | في كل مكان     | 1.           | 61،875          | 3             | 61،200               |
| 2007  | بطولة العالم               | شتوتغارت                        | التوازن الحزمة | 8            | 14،475          | 3             | 16،250               |
| 2007  | بطولة العالم               | شتوتغارت                        | الكلمة بممارسة | 1.           | 15،250          | 4             | 15،150               |
| 2007  | بطولة العالم               | شتوتغارت                        | الفريق         | 1.           | 184،400         | 1.            | 245،025              |
| 2007  | بطولة العالم               | شتوتغارت                        | تفاوت البارات  |              |                 | 41            | 14،625               |
| 2007  | بطولة الولايات المتحدة     | سان خوسيه                       | في كل مكان     | 1.           |                 |               |                      |
| 2007  | بطولة الولايات المتحدة     | سان خوسيه                       | التوازن الحزمة | 1.           |                 |               |                      |
| 2007  | بطولة الولايات المتحدة     | سان خوسيه                       | الكلمة بممارسة | 1.           |                 |               |                      |
| 2007  | بطولة الولايات المتحدة     | سان خوسيه                       | تفاوت البارات  | 3            |                 |               |                      |
| 2007  | ألعاب عموم أمريكا          | مدينة ريو دي جينيرو في البرازيل | الفريق         | 1.           |                 |               |                      |
| 2007  | ألعاب عموم أمريكا          | مدينة ريو دي جينيرو في البرازيل | في كل مكان     | 1.           |                 |               |                      |
| 2007  | ألعاب عموم أمريكا          | مدينة ريو دي جينيرو في البرازيل | تفاوت البارات  | 1.           |                 |               |                      |
| 2007  | ألعاب عموم أمريكا          | مدينة ريو دي جينيرو في البرازيل | التوازن الحزمة | 1.           |                 |               |                      |
| 2007  | ألعاب عموم أمريكا          | مدينة ريو دي جينيرو في البرازيل | الكلمة بممارسة | 2            |                 |               |                      |
| 2007  | كأس أمريكا                 | جاكسونفيل                       | في كل مكان     | 1.           |                 |               |                      |

| العام | وصف المنافسة                   | الموقع        | جهاز           | رتبة النهائي | النتيجة النهائي | مرتبة المؤهلة | النتيجة - المؤهلة |
| ----- | ------------------------------ | ------------- | -------------- | ------------ | --------------- | ------------- | ----------------- |
| 2006. | بطولة الولايات المتحدة         | القديس بولس   | في كل مكان     | 1.           |                 |               |                   |
| 2006. | بطولة الولايات المتحدة         | القديس بولس   | قبو            | 1.           |                 |               |                   |
| 2006. | بطولة الولايات المتحدة         | القديس بولس   | التوازن الحزمة | 1.           |                 |               |                   |
| 2006. | بطولة الولايات المتحدة         | القديس بولس   | الكلمة بممارسة | 1.           |                 |               |                   |
| 2006. | بطولة الولايات المتحدة         | القديس بولس   | تفاوت البارات  | 2            |                 |               |                   |
| 2006. | بطولة عموم أمريكا              | غاتينو، كيبيك | الفريق         | 1.           |                 |               |                   |
| 2006. | بطولة عموم أمريكا              | غاتينو، كيبيك | التوازن الحزمة | 1.           |                 |               |                   |
| 2006. | بطولة عموم أمريكا              | غاتينو، كيبيك | في كل مكان     | 1.           |                 |               |                   |
| 2006. | بطولة عموم أمريكا              | غاتينو، كيبيك | تفاوت البارات  | 2            |                 |               |                   |
| 2006. | بطولة عموم أمريكا              | غاتينو، كيبيك | الكلمة بممارسة | 2            |                 |               |                   |
| 2006. | التحالف من بطولة المحيط الهادي | هونولولو      | في كل مكان     | 1.           |                 |               |                   |
| 2006. | التحالف من بطولة المحيط الهادي | هونولولو      | الفريق         | 1.           |                 |               |                   |
| 2006. | التحالف من بطولة المحيط الهادي | هونولولو      | قبو            | 1.           |                 |               |                   |
| 2006. | التحالف من بطولة المحيط الهادي | هونولولو      | الكلمة بممارسة | 1.           |                 |               |                   |
| 2006. | التحالف من بطولة المحيط الهادي | هونولولو      | التوازن الحزمة | 2            |                 |               |                   |
| 2005  | بطولة الولايات المتحدة         | انديانابوليس  | في كل مكان     | 10           |                 |               |                   |
| 2005  | بطولة الولايات المتحدة         | انديانابوليس  | قبو            | 4            |                 |               |                   |
| 2005  | بطولة الولايات المتحدة         | انديانابوليس  | تفاوت البارات  | 9.           |                 |               |                   |

## فيديو لقاءات
- جونسون تتحدث عن تجربتها في أولمبياد بكين 2008 على Gymnastike

## وصلات خارجية
- شون جونسون على موقع IMDb (الإنجليزية)
- شون جونسون على موقع إن إن دي بي (الإنجليزية)
- شون جونسون على موقع قاعدة بيانات الفيلم (الإنجليزية)
- شون جونسون على موقع الاتحاد الدولي للجمباز (licence) (الإنجليزية)
- شون جونسون على موقع الاتحاد الدولي للجمباز (biography) (الإنجليزية)
- شون جونسون على موقع الاتحاد الأمريكي للجمباز (الإنجليزية)
- شون جونسون على موقع اللجنة الأولمبية الدولية (الإنجليزية)
- شون جونسون على موقع أوليمبيديا (الإنجليزية)
- شون جونسون على موقع اللجنة الأولمبية والبارالمبية الأمريكية (الإنجليزية)
- شون جونسون على موقع قاعة آيوا للمشاهير الرياضية (الإنجليزية)
- الموقع الرسمي
- شون جونسون : التغطية الإخبارية من وسجل دي موين[وصلة مكسورة]
- «شون جونسون»، رقم 7 في الوقت 'ق قائمة«100 رياضيين ووتش»